# 扇動者
扇動者（せんどうしゃ）は、市民や大衆の中にあって、特定のイデオロギーや政治的な意図に基づいて、突発的な大衆行動を率先して指揮したり、選挙運動で特定の政治グループに有利になるような世論形成に向けて活動したりする人。アジテーター（agitator）とも。
演説や文章の発表を通じて、多くの人に対して自己の意図する政治的行動などを行うよう呼びかけ、活動を盛り上げるよう仕向ける。必ずしも自らが実際の行動の中心的役割を果たすものではなく、むしろ他の多数人によって実際の行動を行わせることで目的を遂げようとする。有能な扇動者は、多数の人を同調させて大きな社会的変革を起こすことができる。
扇動の結果、過激な実力行動を招いたり、集団心理によって十分な考慮の無いまま不合理な政治的意思決定を行わせることもある。歴史上の事例として、古代ギリシアにおいて衆愚政治の原因となったとされる扇動的な政治指導者のことを、デマゴーグと呼ぶ。